# اورلوویتسه
اورلوویتسه (به چکی: Orlovice) یک منطقهٔ مسکونی در جمهوری چک است که در ناحیه ویشکوو واقع شده‌است. اورلوویتسه ۱۴٫۴۷ کیلومتر مربع مساحت و ۳۰۹ نفر جمعیت دارد و ۳۲۰ متر بالاتر از سطح دریا واقع شده‌است.